# Baku

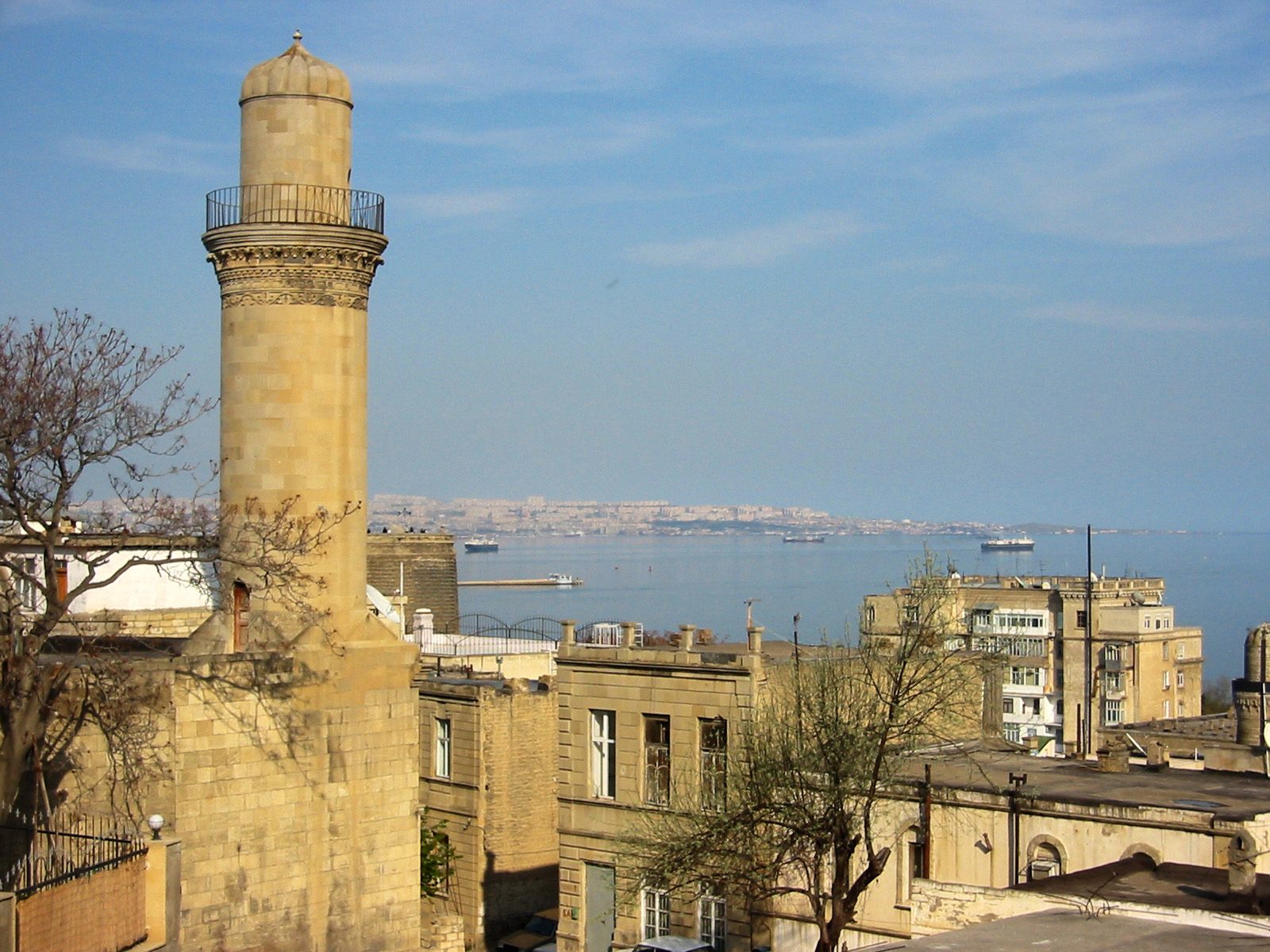
Kaspiska havet vid Baku.

Baku (azerbajdzjanska: Bakı) är huvudstaden i Azerbajdzjan. Den ligger vid Kaspiska havets västra kust på Apsjeronhalvöns sydsida. Med cirka 2 045 815 invånare (2011) är den landets största stad. 
Baku har tre dominerande stadsdistrikt: den Gamla staden (İçəri Şəhər, itjäri sjächär), den stad som växte upp kring sekelskiftet 1900 på grund av oljeexploateringen och den sovjetiskt byggda staden. Stadens muromgärdade historiska stadskärna blev år 2000 upptagen på Unescos världsarvslista. Det mesta av muren och tornen blev förstärkta efter Tsarrysslands (Kejsardömet Rysslands) erövring år 1806. 
Baku är indelat i elva administrativa distrikt: Azizbajov, Binagadi, Garadagh, Narimanov, Nasimi, Nizami, Sabail, Sabuntju, Chataj, Surachany och Jasamal.

## Historia
Det har funnits bebyggelse i området sedan antiken. Den första skriftliga källan som hänvisar till staden Baku är från 500-talet. Namnet kommer antingen av persiskans Bagh-Kuh, "Guds berg", eller bad kube, "vindarnas stad". Staden var persisk från 1509 och blev rysk år 1806.
Den enorma utbredningen av bebyggelsen som skedde i andra hälften av 1800-talet berodde på oljeboomen. 1873 kom svensken Robert Nobel, Ludvig och Alfred Nobels äldre bror, till Baku. Han grundade oljebolaget Nobel Brothers Petroleum Producing. På några år hade detta företag blivit ett ledande oljebolag på världsmarknaden. 
Oljeboomen tog ett tillfälligt stopp 1917 då inbördeskrig och interventionskrig följde på den ryska revolutionen. Industriägarna och "oljekungarna" fråntogs all egendom och måste lämna landet.  Armeniska bolsjeviker tog makten i Baku och 1918 iscensattes i staden en massaker på den azerbajdzjanska befolkningen. Kort därefter intogs staden befriad av azerbajdzjanska frivilliga soldater med hjälp av trupper skickade av Turkiet. Mellan 1918 och 1920 var Baku huvudstaden i det självständiga Azerbajdzjan innan landet införlivades med Sovjetunionen.
Baku blev huvudstad i Azerbajdzjanska SSR då denna bildades den 28 april 1920. Azerbajdzjanska SSR blev den 12 mars 1922 en del av Transkaukasiska SFSR  Oljeproduktionen i Baku byggdes upp under 1920- och 1930-talen efter den sovjetiska nationaliseringen i samband med revolutionen 1917.
Baku blev huvudstad i det återigen självständiga Azerbajdzjan då Sovjetunionen splittrades 1991.

## Geografi

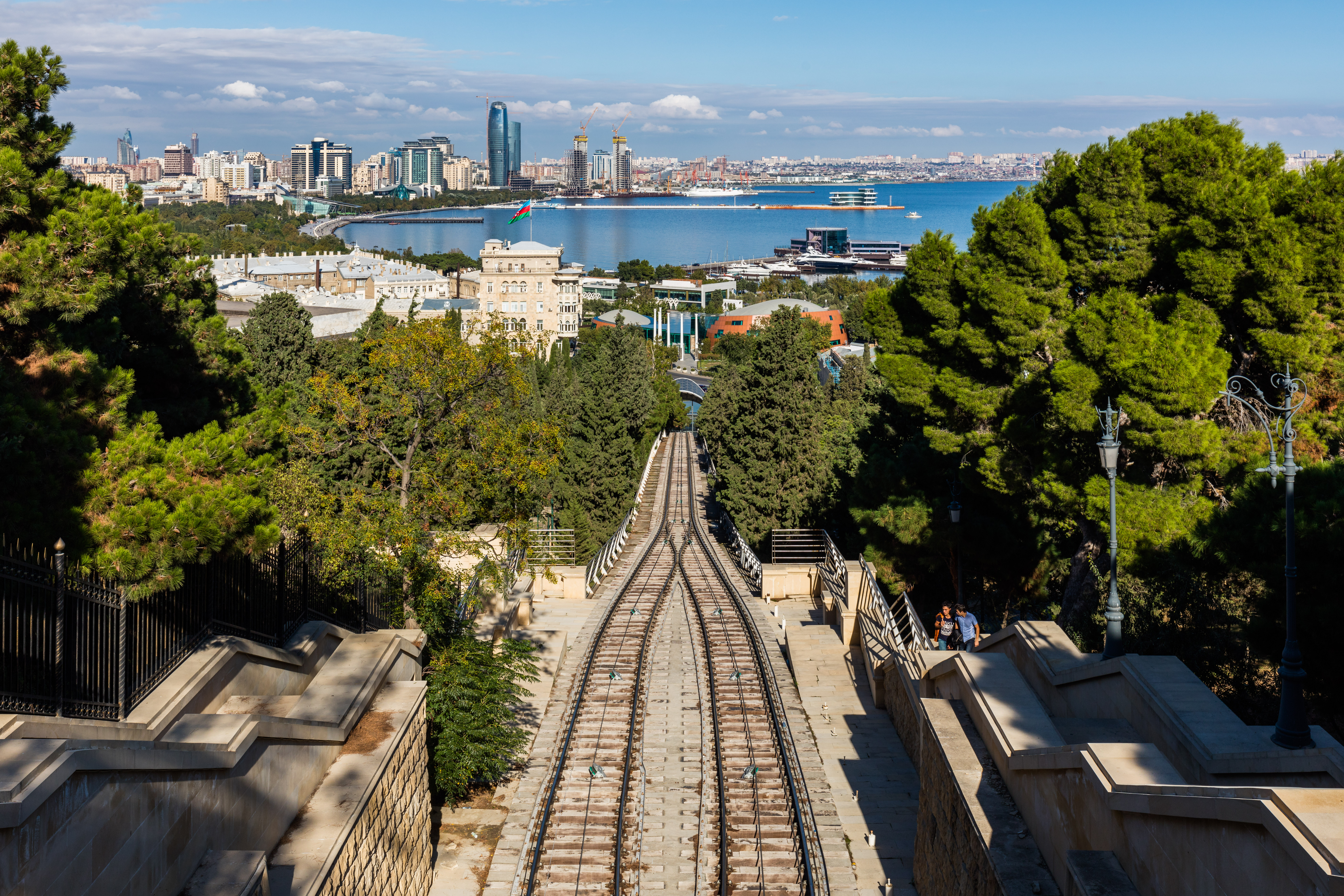
Vy mot Bakus centrum.

Baku ligger vid den västra sidan av Kaspiska havet. I närheten av staden ligger flera lervulkaner (Kejraki, Bogch-bogcha, Lökbatan med flera) och saltsjöar (exempelvis Bojuksjor och Chodasan). 

### Klimat
Baku har ett tempererat-halvtorrt klimat (enligt Köppens system: BSk) med varma, torra somrar, kalla och ibland blöta vintrar, och starka vindar året om. Till skillnad från många andra städer med liknande klimat har Baku sällan extremt varma somrar. Detta beror huvudsakligen på stadens nordliga latitud och faktumet att staden ligger på en halvö i Kaspiska havet. Baku och Apsjeronhalvön, som staden ligger på, är den torraste delen av Azerbajdzjan (den årliga nederbörden är runt eller mindre än 200 mm per år). Majoriteten av denna nederbörd faller vid andra årstider än på sommaren, men ingen av årets månader är särskilt nederbördsrik. Under sovjettiden var Baku med dess många soltimmar och torra klimat ett populärt resmål för invånarna. Stadens historia som ett industriellt centrum i Sovjetunionen har lett till att den är en av de mest förorenade städerna i världen.
Medeltemperaturen i juli och augusti ligger på 26,4 °C och mycket lite nederbörd faller under perioden. Under sommaren sveper chazrivindarna som bringar svalka. Vintrarna är kalla med viss nederbörd och med en medeltemperatur i januari och februari på 4,3 °C. Under vintern blåser chazrivindarna vilket leder till låga temperaturer. 
|                                            | Jan  | Feb  | Mar  | Apr  | Maj  | Jun  | Jul | Aug  | Sep  | Okt   | Nov  | Dec  |
| ------------------------------------------ | ---- | ---- | ---- | ---- | ---- | ---- | --- | ---- | ---- | ----- | ---- | ---- |
| Normaldygnets maximitemperaturs medelvärde | 8    | 8    | 11   | 17   | 22   | 27   | 30  | 30   | 26   | 20    | 14   | 10   |
| Normaldygnets minimitemperaturs medelvärde | 2    | 2    | 5    | 9    | 14   | 18   | 21  | 21   | 18   | 13    | 8    | 3    |
|                                            |      |      |      |      |      |      |     |      |      |       |      |      |
| Nederbörd                                  | 42,6 | 52,2 | 48,3 | 27,6 | 20,2 | 11,5 | 6,6 | 15,6 | 59,5 | 106,1 | 67,7 | 53,4 |

| Diagram | temperaturer i °C • månadsnederbörd i mm • Källa: MSN Weather | temperaturer i °C • månadsnederbörd i mm • Källa: MSN Weather | temperaturer i °C • månadsnederbörd i mm • Källa: MSN Weather | temperaturer i °C • månadsnederbörd i mm • Källa: MSN Weather | temperaturer i °C • månadsnederbörd i mm • Källa: MSN Weather | temperaturer i °C • månadsnederbörd i mm • Källa: MSN Weather | temperaturer i °C • månadsnederbörd i mm • Källa: MSN Weather | temperaturer i °C • månadsnederbörd i mm • Källa: MSN Weather | temperaturer i °C • månadsnederbörd i mm • Källa: MSN Weather | temperaturer i °C • månadsnederbörd i mm • Källa: MSN Weather | temperaturer i °C • månadsnederbörd i mm • Källa: MSN Weather | temperaturer i °C • månadsnederbörd i mm • Källa: MSN Weather |
|         | 43 8 2                                                        | 52 8 2                                                        | 48 11 5                                                       | 28 17 9                                                       | 20 22 14                                                      | 12 27 18                                                      | 7 30 21                                                       | 16 30 21                                                      | 60 26 18                                                      | 106 20 13                                                     | 68 14 8                                                       | 53 10 3                                                       |

## Ekonomi

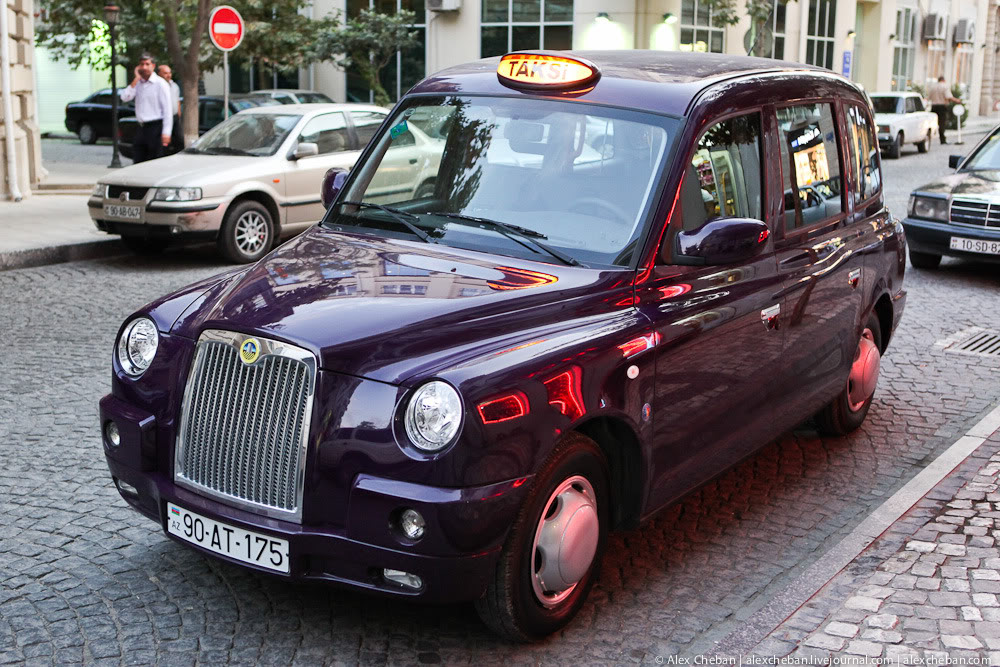
Baku taxi

Ekonomin i staden är baserad på oljefyndigheter. Tillgångar av olja har varit kända sedan 700-talet. Sedan år 1400 utvanns olja av invånarna för eget bruk. Kommersiell utvinning började år 1872 och i början av 1900-talet var Bakus oljefält de största i världen och täckte hälften av världens produktion. Vid sekelskiftet år 2000 var en stor del av Azerbajdzjans oljereserver slut och nya borrningar gjordes endast ute i havet.
Under andra världskriget spelade oljan från Baku en viktig roll i de sovjetiska truppernas seger, eftersom Röda arméns stridsvagnar och flygplan tankades med bränsle från staden. De stora oljefyndigheterna i Sibirien var fortfarande oupptäckta. Tyskarna försökte med en storoffensiv i det sydöstliga Ryssland att få kontroll över Bakus oljeindustri, vilket misslyckades efter slaget vid Stalingrad.

## Kultur
Bland Bakus historiska byggnader kan nämnas opera- och balettakademin (Mailovteatern) vid Nizamigatan och drama- och teaterakademin.